# 林忠満
林 忠満（はやしただみつ）は、戦国時代の三河国の武将。松平氏の家臣。

## 生涯
林氏は信濃守護小笠原氏の傍流で、松平氏初代親氏の代よりの家臣と称する家柄である。忠満は初め岡崎城主の松平清康に仕え、岡崎五人衆の一人にも数えられた。天文6年（1537年）森山崩れ以降、三河を追われていた松平広忠が今川氏の後援を得ると、八国詮実・大久保忠俊・成瀬正頼・大原惟宗と謀って広忠を岡崎城に迎え入れ、この功により15貫文の加増を受けた。天文9年（1540年）安祥城在番中、織田信秀との合戦で戦死した（安城合戦）。